# Milli-
Milli (af latin mille "tusind") er et SI-præfiks der angiver at den nævnte enhed skal deles med 1000. Milli angives ved symbolet lille "m", mens præfikset mega- angives med stort "M".